# Valle, Lettland
Valle är en mindre ort i södra Lettland, belägen i landskapet Zemgallen. Valle ligger inte långt ifrån den litauiska gränsen och orten ligger i distriktet Vecumnieki. 